# Švenčionėliai
Švenčionėliai è una città della Lituania, situata nella contea di Vilnius.